# یوری لوبانوف
یوری لوبانوف (انگلیسی: Yuri Lobanov; ۲۹ سپتامبر ۱۹۵۲ – ۱ مهٔ ۲۰۱۷) قایقران کانو تاجیک‌تبار اهل شوروی بود.